# Plaine de l'Orbe
La plaine de l'Orbe est une région du canton de Vaud en Suisse.

## Situation
La région, en forme de croissant, se trouve sur le Plateau suisse, Elle est délimitée à l'ouest par la ville d'Orbe qui borde le massif du Jura. Au sud, la plaine s'arrête avant le Vallon du Nozon, proche des communes d'Orny et de Bavois. À l'est, la plaine de l'Orbe jonche le Gros-de-Vaud où la commune de Chavornay marque la limite et finalement au Nord, la plaine s'arrête au bord du lac de Neuchâtel sur la ville d'Yverdon-les-Bains.
Entre le centre et le nord du canton de Vaud, la plaine de l'Orbe est traversée sur son axe nord-surd par la ligne de chemin de fer du Pied-du-Jura ainsi que par l'autoroute A9 et sur son axe est-ouest par la ligne Orbe – Chavornay. Elle abrite aussi les Établissements de la plaine de l'Orbe, un centre de détention formé d'un pénitencier et de deux colonies, ainsi que la prison de la Croisée.

## Caractéristiques
La plaine de l'Orbe est rurale. L'agriculture forme les traits de son paysage. Plusieurs cours d'eau s'y écoulent. Il y a notamment le Talent, qui arrive de Chavornay pour entrer dans la plaine où il est rapidement rejoint par le Nozon qui arrive depuis Orny. Il conflue avec l'autre rivière principale qui donne son nom à la région : l'Orbe. Ensemble, les deux rivières forment la Thièle. Celle-ci s'écoule parallèlement au canal oriental à sa droite après que ce dernier ait reçu les eaux du ruisseau de Sadaz après les étangs de Pré Bernard à Chavornay. Il s'écoule aussi le canal occidental parallèlement à la Thièle, sur sa gauche. À peine plus à gauche coule le Mujon qui entre dans la plaine depuis Mathod et longe parallèlement le canal depuis la hauteur de Suscévaz. Tout au nord est, s'écoule le Buron qui marque la limite de la plaine avec à sa droite la grande Côte de Sermuz. À l'opposé de la plaine, de l'autre côté du mont de Chamblon s'écoule le Bey qui reçoit les eaux du canal occidental juste avant son entrée dans la ville d'Yverdon-les-Bains. Finalement, la plaine de l'Orbe est délimitée au nord ouest par la Brine qui passe entre Valeyres-sous-Montagny et Montagny-près-Yverdon. Tous ces cours d'eau se jettent dans le Lac de Neuchâtel.
Autrefois, la plaine de l'Orbe était principalement constituées de marais, qui ont été asséchés, notamment en 1868, en 1891, en 1962 et en 1973. Il en résulte un sol essentiellement constitué de tourbe. Celle-ci s'oxyde avec le temps et a pour conséquence de diminuer en épaisseur, ce qui provoque un enfoncement de la plaine. Le point le plus bas si situe à une altitude de 433 m au sud-est de Treycovagnes et le point le plus haut se situe à 447 m vers Bavois.

## Habitat et infrastructures
Les habitations sur la plaine de l'Orbe représentent moins de 10 % de sa surface. En effet, les localités s'y situent à ses abords, légèrement en hauteur. Cela est dû au fait qu'elle était précédemment le siège de marais, zone non constructible.

## Sources
- Fonds : Justice pénale et police. Service pénitentaire (1900-1981) [Colonie de l’Orbe – Établissement de la Plaine de l’Orbe].  Cote : K VII d 85-106, 296-300, 340-351, 404-421, 489-580, 821-824. Archives cantonales vaudoises (présentation en ligne).
- Fonds : Service des eaux et de la protection de l’environnement =1751-1985 [Cours d’eau du bassin de l’Orbe et du lac de neuchâtel, sauf la Broye, 84 boîtes, 5 registres d’onglets, 4 cartables, 1 cahier et 1 enveloppe].  Cote : S 8/1048-1348. Archives cantonales vaudoises (présentation en ligne).